# Lychrosimorphus rotundipennis
Lychrosimorphus rotundipennis är en skalbaggsart som beskrevs av Stefan von Breuning 1965. Lychrosimorphus rotundipennis ingår i släktet Lychrosimorphus och familjen långhorningar.
Artens utbredningsområde är Laos. Inga underarter finns listade i Catalogue of Life.